# Hruševlje
Hruševlje je naselje v Občini Brda.